# Halina Kwiatkowska

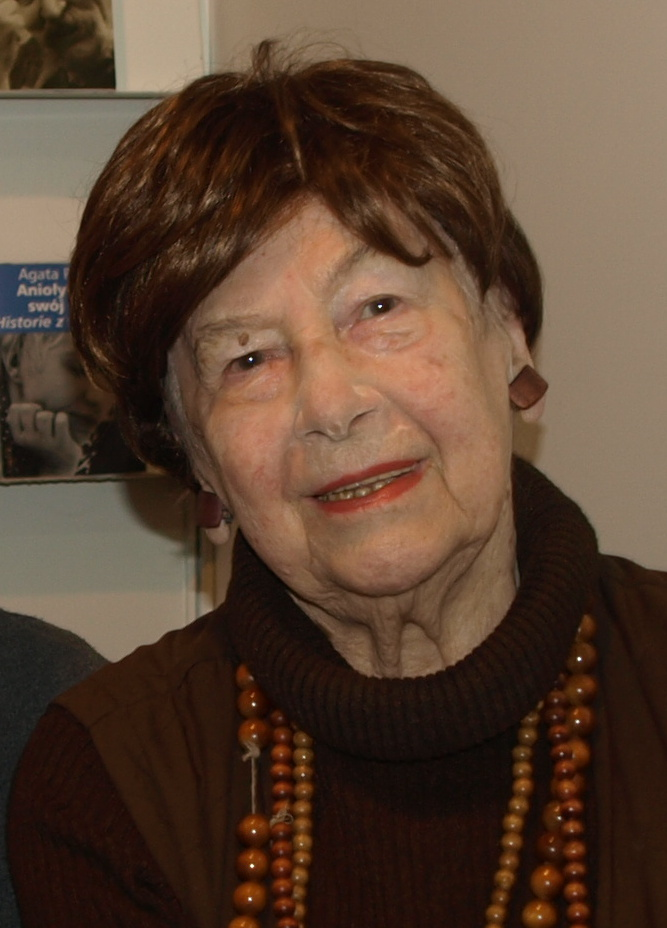
Halina Kwiatkowska im Jahr 2011

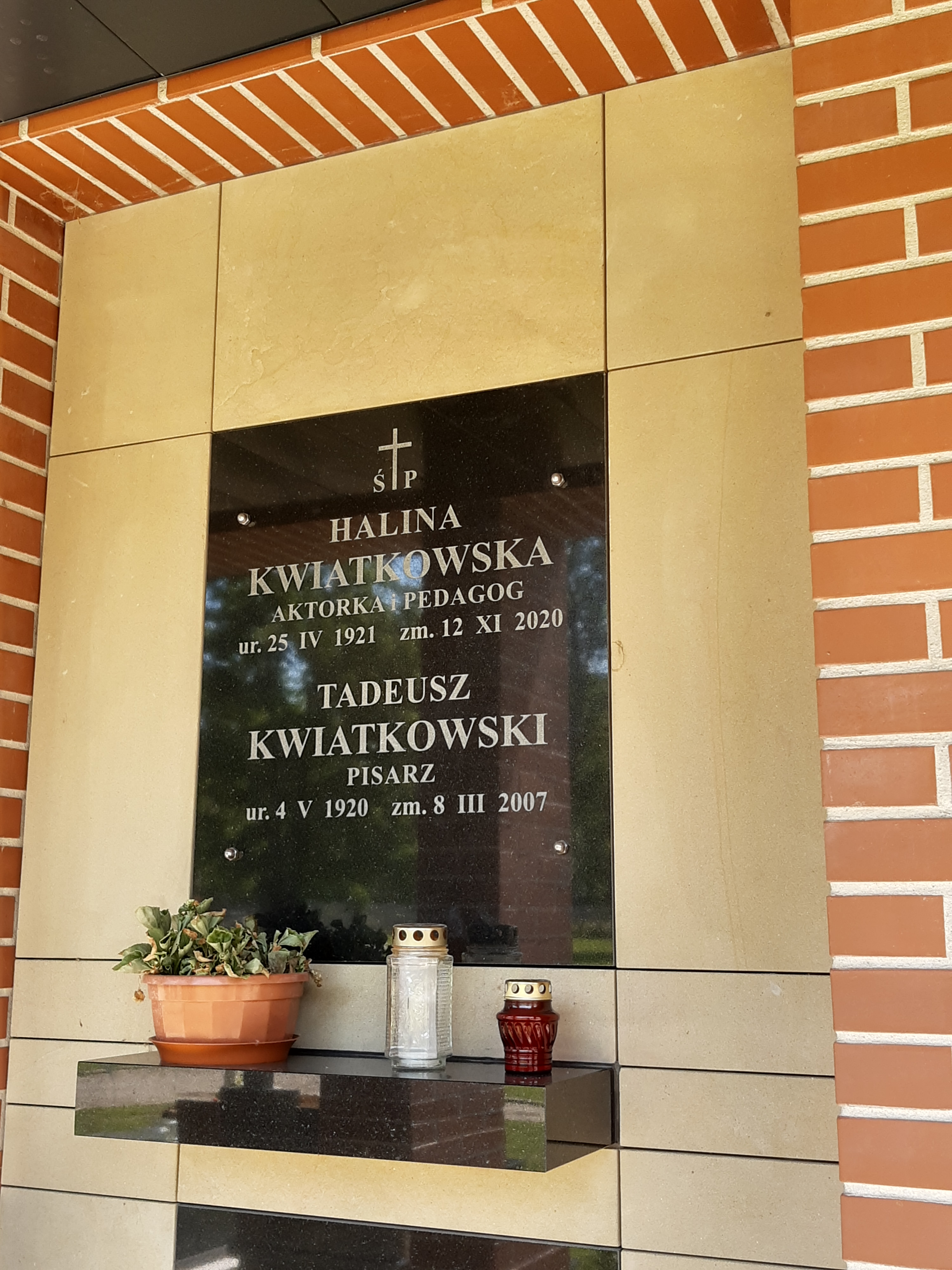
Das Grab der Schauspielerin auf dem Militärfriedhof an der Prandota-Straße in Krakau

Halina Kwiatkowska (eigentlich Helena Królikiewiczówna; * 25. April 1921 in Bochnia; † 12. November 2020 in Konstancin-Jeziorna) war eine polnische Schauspielerin und Pädagogin.

## Leben
Halina Kwiatkowska wurde 1921 in Bochnia geboren, einer Stadt im südlichen Polen. Ihr Theaterdebüt gab sie am 1. November 1941. Ihre Theaterkarriere vollzog sie an verschiedenen Krakauer Theatern. Kwiatkowska gehörte zur Gründungsgruppe des Rhapsodischen Theaters in Krakau, welches sich noch während der deutschen Besatzung gegründet wurde. Auf den Krakauer Bühnen verkörperte sie Figuren aus der klassischen sowie zeitgenössischen Literatur, aus der polnischen und der Weltliteratur. Sie spielte von 1941 bis 1947 am Rhapsodischen Theater, von 1947 bis 1947 am Dramatischen Theater und von 1954 bis 1981 am Alten Theater. Sie war von 1963 bis 1996 als Dozentin an der Ludwik-Solski-Akademie für darstellende Kunst (PWST) in Krakau. An der PWST unterrichtete sie über Jahrzehnte Prosa, Verse, Gesang und das geschaffene Fach Kultur des Seins und bildete so fast 600 Schüler aus. Ihren letzten Theaterauftritt hatte sie 2006 in Molières Tartuffe in der Rolle der Frau Pernelle. Kwiatkowska war eine sehr erfolgreiche Schauspielerin am Theater, im polnischen Filmen spielte sie nur wenige Rollen und wirkte in ungefähr zehn Filmen mit.
Halina Kwiatkowska war mit dem Schriftsteller Tadeusz Kwiatkowski (1920–2007) verheiratet, mit dem sie das Kabarett Jama Michalikowa ins Leben rief und aufbaute. Kwiatkowska war selbst auch schriftstellerisch tätig und veröffentlichte mehrere Bücher. Die Schauspielerin erlangte auch Bekanntheit durch ihre Freundschaft mit Karol Wojtyła, dem späteren Papst Johannes Paul II, mit dem sie zur Schule und auf die Universität ging. Mit Wojtyła spielte sie schon im Schultheater und im Rhapsodischen Theater.
Die Schauspielerin starb 2020 im Alter von 99 Jahren. Die Urne mit ihrer Asche wurde am 30. November 2020 auf dem Militärfriedhof an der Prandota-Straße in Krakau in einem Kolumbarium in der Allee der Verdienten beigesetzt.

## Filmografie
- 1958: Asche und Diamant (Popiół i diament)
- 1968: Die Puppe (Lalka)
- 1972: Interlocutor
- 1978: Wiktoryna czyli czy Pan pochodzi z Beauvais?
- 1983: Teatr Telewizji
- 1988: Smierc Johna L.
- 1989: Oszolomienie
- 2005: Karol. Ein Mann, der Papst wurde
- 2007: Am Ende kommen Touristen
- 2010: Przeznaczenie

## Bücher
- Porachunki z pamię, 2002, ISBN 978-839155860-7
- Wielki Kolega, 2003, ISBN 978-839262994-8
- mit Bruno Miecugow: Boyowym szlakiem, czyli a to ci kabaret, 2004, ISBN 978-839155869-0
- Nie ma takiego świętej, 2011, ISBN 978-83-926299-8-6